# Vinton County
Vinton County är ett administrativt område i delstaten Ohio, USA. År 2010 hade countyt 13 435 invånare. Den administrativa huvudorten (county seat) är McArthur. 

## Geografi
Enligt United States Census Bureau så har countyt en total area på 1 075 km². 1 072 km² av den arean är land och 2 km² är vatten.      

### Angränsande countyn
- Hocking County - norr
- Athens County - nordost
- Meigs County - öst
- Gallia County - sydost
- Jackson County - söder
- Ross County - väst